# Ladislau de Souza Mello Netto
Ladislau de Souza Mello Netto (1838 - 1894) fue un botánico brasileño, y director del Museu Nacional do Rio de Janeiro.
Ladislau Netto fue designado por oposición director sustituto del Museo en 1870, y en 1876, director titular, por el Emperador Dom Pedro II, con la directiva de hacer del museo una showcase de ciencias y de docencia. Así, Ladislau Netto se convirtió en el más influyente científico brasileño de su tiempo, con el mandato de modernizar y expandir el museo además de realizar contactos con científicos extranjeros.
Aunque fue entrenado por botánicos franceses, trabajó en la Antropología, especialmente la física y sobre las cuestiones del origen de las naciones originarias de Brasil.
En 1874 Ladislau Netto halla una inscripción fenicia falsa en el interior del Estado de Minas Gerais, y la toma como verdadera. Cuando especialistas derriban esos registros "prehistóricos de navegadores del Mediterráneo", Netto blasfema sobre los extraños que fabricaron el hoax o bulo.
Se casó con Laurentina Muniz Freire Netto o Laurentina Netto, que fue una de las 4 mujeres que colaboró para la "Polyanthea conmemorativa de la inauguración de las clases para el sexo femenino del imperial lycéo de artes y oficios" y también para el "Domocrotema Commemoratur del 26º aniversario del lyceo de artes y officios de Río de Janeiro ". D. Laurentina fue también miembro del consejo superior del Museo Nacional Escolar, en 1885, según publicación en la Gaceta de Noticias de 29/07/1885.
En 1876, funda la revista científica del Museo: Archivos do Museu Nacional, que aún se publica. Contrata a varios científicos naturalistas, como Fritz J. Müller, Emílio A. Goeldi, Domingos Soares Ferreira Penna, Hermann von Ihering, C. A. Wilhelm Schwacke, Orville Adalbert Derby, y otros. Ellos le piden que renuncie en 1890, debido a la proclamación de la Independencia y al exilio del emperador. Netto se retira en 1893.
Fue un enemigo de la esclavitud, como se puede notar en el discurso efectuado con ocasión de la entrega de la legendaria balsa liberadora de los mares de Ceará al Museo Nacional ("Anales del Museo Histórico Nacional Volumen I - 1940" http://docvirt.com /docreader.net/DocReader.aspx?bib=mhn&pagfis=9555)
- La abreviatura «Netto» se emplea para indicar a Ladislau de Souza Mello Netto como autoridad en la descripción y clasificación científica de los vegetales.[1]